# Liste der Mitglieder der Badischen Ständeversammlung 1833
Diese Liste umfasst die Mitglieder der Ständeversammlung des Großherzogtums Baden für die Sessionen des Jahres 1833.
Während dieser Zeit kam der 6. Badische Landtag vom 20. Mai bis zum 13. November 1833 in 77 Sitzungen der Ersten Kammer und 106 Sitzungen der Zweiten Kammer zusammen und wurde dann bis zur Eröffnung des 7. Landtags im Jahre 1835 geschlossen.

## Präsidium der Ersten Kammer
Präsident: Markgraf Wilhelm von Baden 

Vizepräsident: Fürst Karl Egon zu Fürstenberg 

2. Vizepräsident: Freiherr Franz Anton von Falkenstein, Geheimrat

## Mitglieder der Ersten Kammer

### Prinzen des Hauses Baden
- Markgraf Wilhelm von Baden
- Markgraf Maximilian von Baden

### Standesherren
- Fürst Karl Egon zu Fürstenberg
- Fürst Karl zu Leiningen (war nie anwesend)
- Fürst Erwein von der Leyen (war nie anwesend)
- Fürst Georg zu Löwenstein-Wertheim-Freudenberg
- Fürst Karl Friedrich zu Löwenstein-Wertheim-Freudenberg (war nie anwesend)
- Fürst Karl zu Löwenstein-Wertheim-Rosenberg (war nie anwesend)
- Fürst Konstantin zu Salm-Reifferscheidt-Krautheim
- Graf Karl Theodor zu Leiningen-Billigheim
- Graf August Clemens zu Leiningen-Neudenau

### Vertreter der katholischen Kirche
- Bernhard Boll,[1] Erzbischof von Freiburg  (war nie anwesend)

### Vertreter der evangelischen Landeskirche
- Ludwig Hüffell,[1] Prälat der Evangelischen Landeskirche

### Vertreter des grundherrlichen Adels

#### Oberhalb der Murg
- Freiherr Heinrich Bernhard von Andlaw-Birseck
- Graf Peter von Hennin, Hofgerichtsrat
- Freiherr Karl Christoph von Roeder-Diersburg
- Johann von Türckheim, Staatsminister

#### Unterhalb der Murg
- Freiherr Ernst von Göler
- Freiherr Franz Rüdt von Collenberg-Eberstadt, Geheimrat
- Freiherr Ludwig Rüdt von Collenberg-Bödigheim, Legationsrat
- Freiherr Friedrich von Venningen

### Vertreter der Landesuniversitäten
- Carl Rau,[1] Geheimer Hofrat, Vertreter der Universität Heidelberg
- Karl Zell,[1] Professor, Vertreter der Universität Freiburg

### Vom Großherzog ernannte Mitglieder
- Freiherr Karl von Stockhorn, Generalleutnant
- Freiherr Karl von Freystedt, Generalleutnant
- Freiherr Franz Anton von Falkenstein, Geheimrat
- Emmerich Wilhelm Kirn, Geheimrat
- Ludwig von Theobald, Geheimrat, Präsident der Oberrechnungskammer
- Eberhard von Berg, Geheimrat
- Freiherr Carl von Lassolaye, Oberst
- Freiherr Franz Anton von Neveu, Oberforstmeister

## Präsidium der Zweiten Kammer
Präsident: Karl Anton Joseph Mittermaier 

Vizepräsidenten: Johann Georg Duttlinger, Joseph Merk

## Die gewählten Abgeordneten der Zweiten Kammer

### Stadtwahlbezirke
| Wahlbezirk | Bezeichnung des Wahlbezirks     | Name des Abgeordneten               |
| ---------- | ------------------------------- | ----------------------------------- |
| S1         | Wahlbezirk der Stadt Überlingen | Konrad Magg                         |
| S2         | Wahlbezirk der Stadt Konstanz   | Friedrich Christian Rettig          |
| S3         | Wahlbezirk der Stadt Freiburg   | Albert Moritz Willibald Schinzinger |
| S3         | Wahlbezirk der Stadt Freiburg   | Johann Nepomuk Wetzel               |
| S4         | Wahlbezirk der Stadt Lahr       | Christian Kröll                     |
| S4         | Wahlbezirk der Stadt Lahr       | Konrad Bernhard Ludwig Rettig       |
| S5         | Wahlbezirk der Stadt Offenburg  | Josef Gläs                          |
| S6         | Wahlbezirk der Stadt Rastatt    | Franz Josef Müller                  |
| S7         | Wahlbezirk der Stadt Baden      | Franz Josef Wilhelm August Herr     |
| S8         | Wahlbezirk der Stadt Karlsruhe  | Maximilian Goll                     |
| S8         | Wahlbezirk der Stadt Karlsruhe  | Gustav Adolf Rutschmann             |
| S8         | Wahlbezirk der Stadt Karlsruhe  | Friedrich August Walchner           |
| S9         | Wahlbezirk der Stadt Durlach    | Friedrich Wilhelm Weysser           |
| S10        | Wahlbezirk der Stadt Pforzheim  | Georg Ludwig Kienle                 |
| S10        | Wahlbezirk der Stadt Pforzheim  | Christoph Friedrich Witzenmann      |
| S11        | Wahlbezirk der Stadt Bruchsal   | Karl Anton Joseph Mittermaier       |
| S12        | Wahlbezirk der Stadt Mannheim   | Mathias Föhrenbach                  |
| S12        | Wahlbezirk der Stadt Mannheim   | Friedrich Lauer                     |
| S12        | Wahlbezirk der Stadt Mannheim   | Georg Sigmund Mohr                  |
| S13        | Wahlbezirk der Stadt Heidelberg | Karl Ludwig Posselt                 |
| S13        | Wahlbezirk der Stadt Heidelberg | Christian Friedrich Winter          |
| S14        | Wahlbezirk der Stadt Wertheim   | Christoph Michael Platz             |

### Ämterwahlbezirke
| Wahlbezirk | Bezeichnung des Wahlbezirks                                                              | Name des Abgeordneten                |
| ---------- | ---------------------------------------------------------------------------------------- | ------------------------------------ |
| A1         | Wahlbezirk der Ämter Meersburg, Salem, Pfullendorf und Überlingen                        | Johann Baptist Bekk                  |
| A2         | Wahlbezirk der Ämter Radolfzell, Blumenfeld und Konstanz                                 | Johann Baptist Bader                 |
| A3         | Wahlbezirk der Ämter Stockach, Meßkirch und Engen                                        | Paul Gottlieb von Tscheppe           |
| A4         | Wahlbezirk der Ämter Blumberg, Stühlingen, Bonndorf, Löffingen und Neustadt              | Joseph Merk                          |
| A5         | Wahlbezirk der Ämter Villingen und Hüfingen                                              | Joseph Benedikt Vetter               |
| A6         | Wahlbezirk der Ämter Tiengen, Jestetten, St. Blasien und Waldshut                        | Joseph Wetzel                        |
| A7         | Wahlbezirk der Ämter Säckingen, Laufenburg und Schönau                                   | Fridolin Trötschler                  |
| A8         | Wahlbezirk der Ämter Schopfheim und Kandern                                              | Johann Caspar Marget                 |
| A9         | Wahlbezirk des Amtes Lörrach                                                             | Johann Georg Grether                 |
| A10        | Wahlbezirk des Amtes Müllheim                                                            | Nicolaus Blankenhorn                 |
| A11        | Wahlbezirk der Ämter Staufen und Heitersheim                                             | Josef Anton Martin                   |
| A12        | Wahlbezirk des Amtes Altbreisach mit zum Stadtamt Freiburg zugehörigen Landorten         | Johann Nepomuk Seramin               |
| A13        | Wahlbezirk des Landamtes Freiburg (I) und des Amtes St. Peter                            | Johann Georg Duttlinger              |
| A14        | Wahlbezirk des Landamtes Freiburg (II) und der Ämter Waldkirch und Elzach                | Johann Philipp Sonntag               |
| A15        | Wahlbezirk des Amtes Emmendingen                                                         | Ludwig Frobenius von Dürrheimb       |
| A16        | Wahlbezirk der Ämter Endingen und Kenzingen                                              | Karl Wenzeslaus Rodecker von Rotteck |
| A17        | Wahlbezirk der Ämter Triberg, Hornberg, Wolfach und Haslach                              | Gottlieb Bernhard Fecht              |
| A18        | Wahlbezirk des Amtes Ettenheim                                                           | Karl Theodor Welcker                 |
| A19        | Wahlbezirk des Amtes Lahr                                                                | Daniel Völcker                       |
| A20        | Wahlbezirk des Amtes Offenburg mit Teilen des Amtes Appenweier                           | Franz Michael Knapp                  |
| A21        | Wahlbezirk der Ämter Gengenbach und Oberkirch mit Teilen des Amtes Appenweier            | Franz August Ziegler                 |
| A22        | Wahlbezirk der Ämter Rheinbischofsheim und Kork                                          | Johann Jakob Dörr                    |
| A23        | Wahlbezirk der Ämter Achern und Bühl                                                     | Johann Michael Ignaz Rindenschwender |
| A24        | Wahlbezirk der Ämter Ettlingen und Rastatt                                               | Franz Anton Christoph Buhl           |
| A25        | Wahlbezirk der Ämter Baden, Gernsbach und Steinbach                                      | Adolf Sander                         |
| A26        | Wahlbezirk des Landamtes Karlsruhe mit Teilen des Landamtes Bruchsal                     | Ludwig Georg Winter                  |
| A27        | Wahlbezirk der Ämter Durlach und Stein                                                   | Karl Georg Hoffmann                  |
| A28        | Wahlbezirk des Amtes Pforzheim                                                           | Georg Martin Armbruster              |
| A29        | Wahlbezirk des Amtes Bruchsal mit Teilen des Amtes Eppingen                              | Christof Franz Trefurt               |
| A30        | Wahlbezirk des Amtes Bretten mit Teilen des Amtes Eppingen                               | Franz Anton Regenauer                |
| A31        | Wahlbezirk der Ämter Philippsburg und Schwetzingen                                       | Johann Adam von Itzstein             |
| A32        | Wahlbezirk der Ämter Wiesloch und Neckargmünd                                            | Jakob Wilhelm Speyerer               |
| A33        | Wahlbezirk des Amtes Sinsheim mit Teilen des Amtes Eppingen                              | Christian Wilhelm Gerbel             |
| A34        | Wahlbezirk des Amtes Heidelberg                                                          | Johann Philipp Körner                |
| A35        | Wahlbezirk der Ämter Ladenburg und Weinheim                                              | Albert Ludewig Grimm                 |
| A36        | Wahlbezirk des Amtes Neckarbischofsheim mit Teilen des Amtes Mosbach (links des Neckars) | Daniel Peter Köhler                  |
| A37        | Wahlbezirk des Amtes Eberbach mit Teilen des Amtes Mosbach (rechts des Neckars)          | Friedrich Theodor Schaaf             |
| A38        | Wahlbezirk der Ämter Buchen und Osterburken                                              | Franz Bernhard Mördes                |
| A39        | Wahlbezirk des Amtes Boxberg                                                             | Gerhard Adolf Aschbach               |
| A40        | Wahlbezirk der Ämter Tauberbischofsheim und Gerlachsheim                                 | Philipp Ludwig Seltzam               |
| A41        | Wahlbezirk der Ämter Wertheim und Walldürn                                               | Anton Wolff                          |

## Belege und Anmerkungen
1. 1 2 3 4 5 6 7 8 9 10 11 12  Dieser Mandatsträger ist in den amtlich veröffentlichten Abgeordnetenlisten als promovierter Akademiker ausgewiesen, d. h. dort üblicherweise mit einem vor dem Namen stehenden Doktor-Grad verzeichnet
2. 1 2  Bis 1931 hieß die Stadt Baden-Baden nur Baden.
3. ↑  Der Abgeordnete Johann Jakob Dörr wäre gemäß den Angaben von Hans-Peter Becht (siehe Literaturliste) dem Ämterwahlbezirk Achern, Bühl zuzuordnen, welcher jedoch durch Johann Michael Ignaz  Rindenschwender vertreten wurde. Anderseits wäre somit das Mandat des Ämterwahlbezirkes Rheinbischofsheim, Kork vakant gewesen. Auf der CD-ROM Für Freiheit und Demokratie. Badische Parlamentsgeschichte 1818–1933 (herausgegeben vom Stadtarchiv Karlsruhe 1997, ISBN 3-9805956-0-9) ist der Abgeordnete Johann Jakob Dörr dem Ämterwahlbezirk Rheinbischofsheim, Kork (Kehl) zugeordnet, so dass hier offenbar ein Zuordnungsfehler bei Hans-Peter Becht vorliegt.